# Wenda Gu
Wenda Gu (谷 文達) (1955, Shanghai) is een hedendaags kunstenaar uit China die leeft en werkt in New York. 
Veel van zijn werkt speelt met de traditionele Chinese kalligrafie en poëzie, en hij is ook bekend voor zijn gebruik van menselijk haar in zijn werken.
Tijdens Den Haag Sculptuur 2011, de beeldententoonstelling op het Lange Voorhout, is werk van hem geëxposeerd in de Kloosterkerk.